# Cicones montanus
Cicones montanus là một loài bọ cánh cứng trong họ Zopheridae. Loài này được Fursov miêu tả khoa học năm 1939.